# ديريك كورنيليوس
ديريك كورنيليوس (بالإنجليزية: Derek Cornelius) هو لاعب كرة قدم كندي، ولد في 25 نوفمبر 1997 في أجاكس في كندا. شارك مع منتخب كندا لكرة القدم.

## وصلات خارجية
- ديريك كورنيليوس على موقع الدوري الأمريكي (الإنجليزية)
- ديريك كورنيليوس على موقع قاعدة بيانات كرة القدم.إي يو (الإنجليزية)
- ديريك كورنيليوس على موقع بيانات كرة القدم. دي إي (الألمانية)
- ديريك كورنيليوس على موقع ليكيب (الفرنسية)
- ديريك كورنيليوس على موقع ناشيونال فوتبول تيمز (الإنجليزية)
- ديريك كورنيليوس على موقع Soccerbase.com (لاعب) (الإنجليزية)
- ديريك كورنيليوس على موقع Soccerway.com (الإنجليزية)
- ديريك كورنيليوس على موقع عالم كرة القدم.نت (الإنجليزية)